# فمینیسم ضد سقط جنین
فمینیسم ضد سقط جنین (انگلیسی: Anti-abortion feminism) مخالفت با سقط جنین از سوی برخی فمینیستها است. فمینیست‌های ضد سقط جنین بر این باورند که اصول پشت حقوق زنان بر اساس حق حیات، آن‌ها را به مخالفت با سقط جنین هدایت می‌کند و سقط جنین بیش از آن‌که به نفع زنان باشد به آن‌ها آسیب می‌زند.
سابقه جنبش مدرن فمینیستی ضد سقط جنین به قرن ۱۹ برمی‌گردد. خود جنبش در اوایل تا اواسط دهه ۱۹۷۰ با تأسیس سازمان غیردولتی «فمینیست‌ها برای زندگی» (به انگلیسی: Feminists for Life) در ایالات متحده و بریتانیا در بحبوحه تغییرات قانونی در کشورهایی که سقط جنین را مجاز می‌دانستند، شکل گرفت. این سازمان و «سازمان طرفداران زندگی سوزا بی.» برجسته‌ترین سازمان‌های فمینیستی ضد سقط جنین در ایالات متحده هستند.
فمینیست‌های ضد سقط جنین قانون سقط جنین را «حمایت از نگرش‌ها و سیاست‌های اجتماعی ضدمادرانه و کاهش احترام به شهروندی زنان» می‌دانند. فمینیست‌های ضد سقط جنین بر این باورند که سقط جنین اقدامی است که توسط جامعه دیکته می‌شود و قانونی بودن آن «جامعه‌ای بی‌مراقبت و تحت سلطه مردان را تداوم می‌بخشد.» لوری اوکس، دانشیار مطالعات فمینیستی در دانشگاه کالیفرنیا، سانتا باربارا، می‌نویسد که وقتی سقط جنین قانونی است، فمینیست‌های ضد سقط جنین معتقدند که «زنان بارداری و بچه‌داری را به‌عنوان موانعی برای مشارکت در آموزش و کار می‌بینند». او فعالیت‌های فمینیستی ضد سقط جنین در ایرلند را بیشتر «طرفدار مادر» توصیف می‌کند تا «حامی زن».
فمینیست‌های ضد سقط جنین به‌جای جریان اصلی جنبش فمینیستی، بخشی از جنبش‌های ضد سقط جنین را تشکیل می‌دهند. در دوران موج دوم فمینیسم در اواخر دهه ۱۹۶۰ و ۱۹۷۰، اصول گروه نوظهور فمینیست‌های ضد سقط جنین توسط فمینیست‌های جریان اصلی که معتقد بودند برای مشارکت کامل در جامعه، «حق اخلاقی و قانونی زن برای کنترل باروری خود» رد شد. در مقابل فمینیست‌های ضد سقط جنین گفتند که فمینیست‌های جریان اصلی به‌جای همه زنان صحبت نمی‌کنند.